# 孙周兴
孙周兴 (1963年—)，浙江绍兴人，中华人民共和国教育部长江学者特聘教授，同济大学教授、博士生导师，主要从事德国哲学与艺术哲学研究。

## 社会兼职
- 中国国务院学位委员会第七届学科评议组成员

## 学术成果
- 主编《海德格尔文集》（30卷）《尼采著作全集》（14卷）
- 出版《未来哲学序曲》《人类世的哲学》等学术专著
- 编译《海德格尔选集》《尼采四书》等哲学经典